# Dworzec kolejowy w Kole

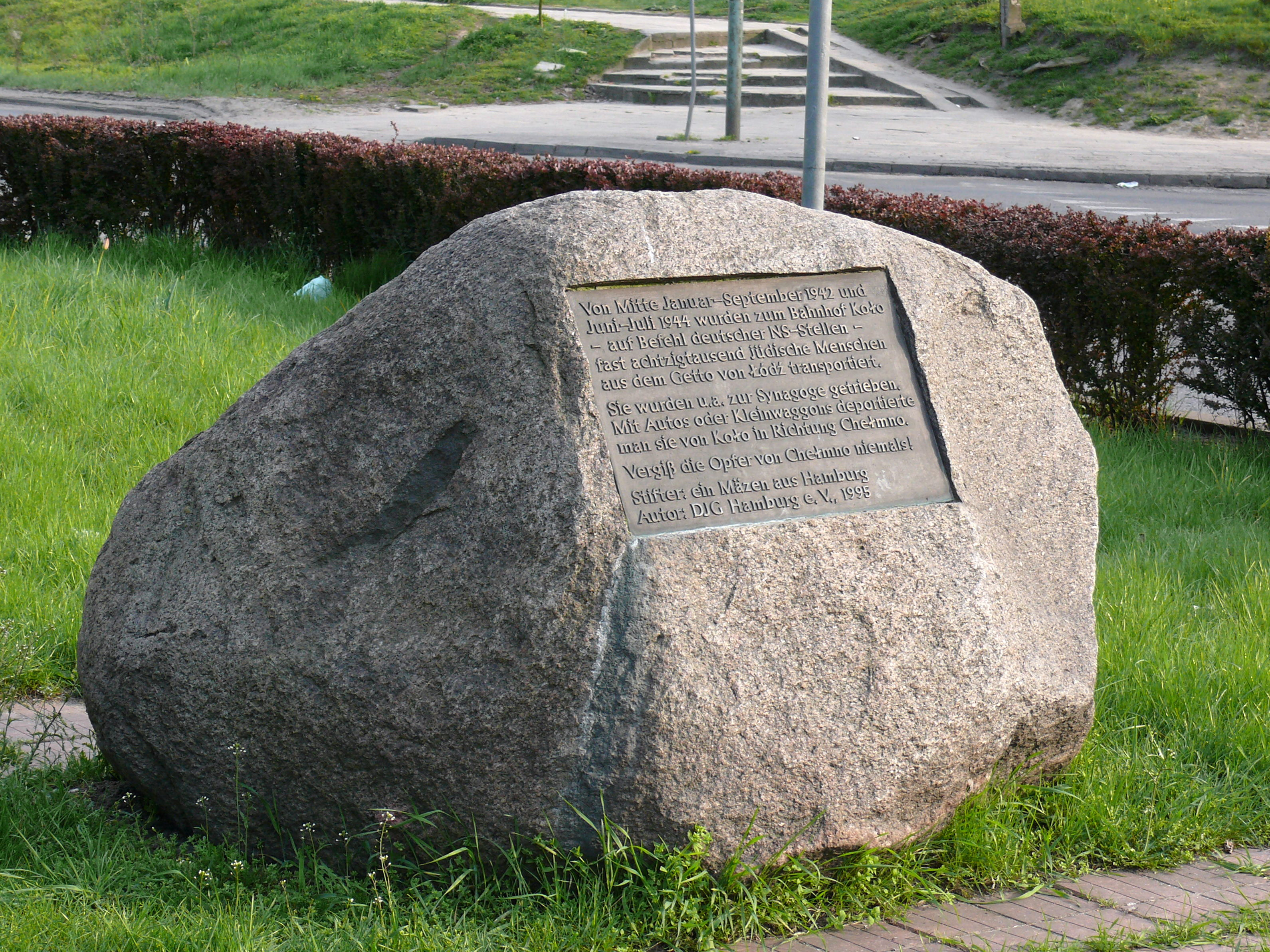
Głaz upamiętniający Żydów przesiadających się na wagony kolejki wąskotorowej do Kulmhof

Dworzec kolejowy w Kole – budynek wzniesiony w latach 1925–1928 przy nowo wybudowanej linii kolejowej łączącej Kutno ze Strzałkowem. Wraz z nim wybudowano wieżę ciśnień. Dworzec wraz z budynkami stacyjnymi znajduje się przy ulicy Kolejowej, na terenie osiedla Przedmieście Warszawskie.

## Informacje ogólne
Firma budowlana Janiaków była podwykonawcą przy budowie dworca. Budynek jest unikatowy, ponieważ został zachowany jako jeden z nielicznych wybudowanych po I wojnie światowej budowli dworcowych przy trasie prowadzącej do Warszawy. Bardzo podobny dworzec stał w Koninie aż do lat 70. XX wieku.
Na północnej ścianie budynku dworca kolejowego w Kole znajduje się tablica pamiątkowa. Upamiętnia ona ofiary nalotu Luftwaffe z 2 września 1939 roku na dworzec oraz pociąg, w którym znajdowała się ewakuowana ludność z Krotoszyna i Jarocina (skład znajdował się na bocznym torze). 
W 2010 r. pojawiła się koncepcja remontu budynku dworcowego oraz przebudowy otoczenia wraz z peronami stacyjnymi. Uroczyste otwarcie miało miejsce 6 lutego 2013 r. Zgodnie z propozycją Urzędu Miejskiego, do gmachu przeniesiono siedzibę Miejskiej i Powiatowej Biblioteki Publicznej, która od 1945 r. zajmowała budynek ewangelicko-augsburskiej pastorówki, zlokalizowany przy ul. Sienkiewicza. Obsługa stacji kolejowej zajmuje obecnie niewielką część dworca.

## Zabytek
Dworzec w Kole wpisany jest do Gminnej Ewidencji Zabytków pod numerem 77. W Programie Opieki nad Zabytkami miasta Koło na lata 2014–2017 określono plany wpisania budynku dworca do rejestru zabytków NID.

## Głaz przed dworcem
Następnym upamiętnieniem lat wojny i straszliwych mordów hitlerowców jest głaz przed kolskim dworcem. Upamiętnia 80 tysięcy Żydów transportowanych tędy z łódzkiego getta do obozu masowej zagłady Kulmhof w Chełmnie nad Nerem. Tutaj odbywała się przesiadka Żydów zmierzających do obozu na wagony kolejki wąskotorowej. Na głazie znajduje się upamiętniający tekst w dwóch językach – polskim oraz niemieckim.

## Stacja kolejowa
Razem z dworcem funkcjonuje stacja kolejowa Koło, obsługująca zarówno ruch osobowy i towarowy, a jeszcze kilka lat temu – także wąskotorowy.